# محمد عطوی
محمد عطوی (عربی: محمد أحمد عطوي؛ ۱۰ ژانویهٔ ۱۹۸۷ – ۱۸ سپتامبر ۲۰۲۰) بازیکن فوتبال اهل لبنان بود.
از باشگاه‌هایی که در آن بازی کرده‌است می‌توان به باشگاه فوتبال الانصار لبنان اشاره کرد.
وی همچنین در تیم ملی فوتبال لبنان بازی کرده‌است.

## مرگ
حوالی ساعت ۱۰ صبح روز ۲۱ اوت ۲۰۲۰، عطوی در هنگام تشییع جنازه آتش نشانی که در انفجار ۲۰۲۰ بیروت جان باخت، در منطقه کولا در بیروت، لبنان مورد اصابت گلوله سرگردان قرار گرفت.
وی را بیهوش به بیمارستان عمومی مکاسد منتقل کردند و در آنجا به دلیل خونریزی شدید ۱۶ واحد خون به وی تزریق شد. کادر پزشکی بدون اینکه بتوانند گلوله را بیرون بیاورند، توانستند خونریزی را متوقف کنند، زیرا در ناحیه حساسی از مغز قرار داشت. او تحت مراقبت‌های ویژه و در کمای القایی قرار گرفت.
در صبح روز ۱۸ سپتامبر ۲۰۲۰، عطوی بر اثر جراحات وارده درگذشت.